# Curvibacter
Curvibacter es un género de bacterias gramnegativas de la familia Comamonadaceae. Fue descrito en el año 2004. Su etimología hace referencia a bacilo curvado. Es aerobia, con forma de bacilos curvados, y según la especie puede ser móvil o no. Se ha aislado de agua dulce. Actualmente contiene cuatro especies: Curvibacter delicatus, Curvibacter fontanus, Curvibacter gracilis y Curvibacter lanceolatus. 